# Kabinet-Taylor
Het kabinet-Taylor was de uitvoerende macht van de Amerikaanse overheid van 4 maart 1849 tot 9 juli 1850. Generaal Zachary Taylor uit Louisiana van de Whig Partij, een bevelhebber tijdens de Mexicaans-Amerikaanse Oorlog werd gekozen als de 12e president van de Verenigde Staten na het winnen van de presidentsverkiezingen van 1848 over de kandidaat van de Democratische Partij, voormalig senator voor Michigan Lewis Cass en voormalig president Martin Van Buren uit New York de kandidaat van de "Free Soil Party". Op 9 juli 1850 overleed Taylor aan de gevolgen van een maagaandoening op 65-jarige leeftijd en werd opgevolgd door vicepresident Millard Fillmore
| Nr.     | Functie                               | Ambtsbekleder    | Ambtsbekleder                | Ambtstermijn  | Ambtstermijn | Partij |
| ------- | ------------------------------------- | ---------------- | ---------------------------- | ------------- | ------------ | ------ |
| 12      | President van de Verenigde Staten     | Zachary Taylor   | Zachary Taylor (1784–1850)   | 4 maart 1849  | 9 juli 1850  | W      |
| 12      | Vicepresident van de Verenigde Staten | Millard Fillmore | Millard Fillmore (1800–1874) | 4 maart 1849  | 9 juli 1850  | W      |
| Kabinet |                                       |                  |                              |               |              |        |
| Nr.     | Functie                               | Ambtsbekleder    | Ambtsbekleder                | Ambtstermijn  | Ambtstermijn | Partij |
| 17      | Minister van Buitenlandse Zaken       | James Buchanan   | James Buchanan (1791–1868)   | 10 maart 1845 | 8 maart 1849 | D      |
| 18      | Minister van Buitenlandse Zaken       | John Clayton     | John Clayton (1796–1856)     | 8 maart 1849  | 22 juli 1850 | W      |
| 19      | Minister van Financiën                | William Meredith | William Meredith (1799–1873) | 4 maart 1849  | 22 juli 1850 | W      |
| 21      | Minister van Oorlog                   | George Crawford  | George Crawford (1798–1872)  | 4 maart 1849  | 22 juli 1850 | W      |
|         | Minister van de Marine                | Vacant           | Vacant                       | Vacant        | Vacant       | Vacant |
| 19      | Minister van de Marine                | William Preston  | William Preston (1805–1862)  | 8 maart 1849  | 22 juli 1850 | W      |
| 21      | Minister van Justitie                 | Reverdy Johnson  | Reverdy Johnson (1796–1876)  | 4 maart 1849  | 22 juli 1850 | W      |
| 1       | Minister van Binnenlandse Zaken       | Thomas Ewing     | Thomas Ewing (1789–1873)     | 8 maart 1849  | 22 juli 1850 | W      |
|         | Minister van Posterijen               | Vacant           | Vacant                       | Vacant        | Vacant       | Vacant |
| 16      | Minister van Posterijen               | Jacob Collamer   | Jacob Collamer (1791–1865)   | 8 maart 1849  | 22 juli 1850 | W      |

Washington ·
J. Adams ·
Jefferson ·
Madison ·
Monroe ·
J.Q. Adams ·
Jackson ·
Van Buren ·
W.H. Harrison ·
Tyler ·
Polk ·
Taylor ·
Fillmore ·
Pierce ·
Buchanan ·
Lincoln ·
A. Johnson ·
Grant ·
Hayes ·
Garfield ·
Arthur ·
Cleveland I ·
B. Harrison ·
Cleveland II ·
McKinley ·
T. Roosevelt ·
Taft ·
Wilson ·
Harding ·
Coolidge ·
Hoover ·
F.D. Roosevelt ·
Truman ·
Eisenhower ·
Kennedy ·
L.B. Johnson ·
Nixon ·
Ford ·
Carter ·
Reagan ·
G.H.W. Bush ·
Clinton ·
G.W. Bush ·
Obama ·
Trump I ·
Biden ·
Trump II